# 黄色いアイリス
『黄色いアイリス』（きいろいアイリス、英題：Yellow Iris）は、1980年（底本は1939年）に早川書房より刊行されたアガサ・クリスティの推理小説の短編集および、収録されている短編のタイトル。エルキュール・ポアロもの5編他4編、計9編からなる。
基本的に、それぞれエルキュール・ポアロ（5編）、ミス・マープル（1編）、パーカー・パイン（2編）を主人公とする推理小説であるが、「仄暗い鏡の中に」だけは幻想小説である。

## 底本と早川書房版
本作は1939年に刊行された短編集『The Regatta Mystery』（レガッタ・デーの事件）を底本とする早川書房オリジナルの短編集である。本作は表題作が「レガッタ・デーの事件」から「黄色いアイリス」へと変更されている他に、収録作品についてもいくつか変更があり、「The Dream」（夢）が外され、代わりに短編集『The Witness for the Prosecution and Other Stories』（『「検察側の証人」ほか』、1948年刊行）から、「The Second Gong」（「二度目のゴング」）が収録されている。「夢」は、早川書房では短編集『クリスマス・プディングの冒険』に収録されている。

## 各話あらすじ

### レガッタ・デーの事件
（原題: The Regatta Mystery）（1936年）主人公: パーカー・パイン
アイザック・ポインツが自分の所有するヨットに数人の客を招待する。一行は上陸してレガッタを観戦した後、レストランで食事をする。その席上、客のアメリカ人サミュエル・レザーンの高校生の娘イーヴが、ポインツが持ち歩いているダイヤモンドを盗んでみせると挑む。ポインツは挑戦を受けて立ち、ダイヤモンドをテーブルの面々に回す。イーヴの手に渡ったとき、彼女はそれを取り落とし、テーブルの下を探すが見つからない。そこで一同騒然となり、探したりイーヴを身体検査したりするが見つからず、ポインツは降参してイーヴはハンドバッグの中からダイヤモンドを取り出そうとするが、見つからず真っ青になる。今度は出席者全員が互いを身体検査するもダイヤモンドの行方は分からずじまいである。
後日、その一行の一人であった青年イヴァン・ルウェリンがパーカー・パインを訪ねて助けを求める。他の客が彼のことを疑っているのだという。パインはルウェリンから当時のことを詳しく聞く。数日後、パインはルウェリンに犯人の一味を無事逮捕したと告げる。犯人はイーヴとその父親、そしてウェイターに扮していた男の3人組であった。彼らは予めダイヤモンドを狙って模造品を用意しておき、ポインツがダイヤモンドを回している最中にそれを模造品とすり替えてウェイターが持ち去り、その後でイーヴが模造品を取り落として踏んで割ったのであった。

### バグダッドの大櫃の謎
（原題: The Mystery of the Bagdad Chest）（1932年）主人公: エルキュール・ポアロ
ポアロは、彼の賛美者アリス・チャタトン経由で依頼を受ける。依頼主マーガリータ・クレイトンの夫は、リッチ少佐の家で行われたパーティー会場の片隅に置かれていたバグダッドの大櫃の中で殺されているのがパーティーの翌日に見つかっており、リッチ少佐が逮捕されていたのだが、クレイトン夫人は犯人が彼のはずがないので真相を調べてほしいと言う。世間では彼女とリッチ少佐の関係が噂されており、彼女がリッチ少佐に惹かれていたのは事実であった。事件当日、クレイトン氏は急な出張でパーティーに出られなくなったとリッチ少佐に告げに訪れ、その部屋でリッチ少佐を待っていたが、リッチ少佐が帰宅したときには姿が無かったとリッチ少佐は証言する。その夜パーティーに呼ばれたのは、クレイトン夫妻の他はカーティス少佐とスペンス夫妻であった。ポアロは、クレイトン氏がリッチ少佐を訪ねる前にカーティス少佐に会っていたこと、パーティーでダンスのときにカーティス少佐が大櫃の近くでレコードをかける役だったことから、真犯人がカーティス少佐であると見破る。彼はクレイトン夫人の不貞疑惑をクレイトン氏に吹き込み、彼が出張と偽って大櫃の中に隠れてパーティでの夫人とリッチ少佐の行動を監視するように仕向け、予め彼に睡眠薬を飲ませ、レコード係をしている間に大櫃を開けて彼を刺したのだった。彼も以前からクレイトン夫人に好意を持っており、クレイトン氏とリッチ少佐を一度に排除しようという企みであった。
この話は、後に中編に加筆され『スペイン櫃の秘密』として出版される。

### あなたの庭はどんな庭?
（原題: How Does Your Garden Grow?）（1935年）主人公: エルキュール・ポアロ
ポアロは、アミーリア・バロウビーという女性から奇妙な依頼の手紙を受け取る。彼女は具体的なことは何も書いていないがい、家庭内で重大な問題があるという。この手紙に興味を持ったポアロは、いつでも相談に応じると返信する。
数日後、バロウビーの死が新聞の死亡広告に載る。ポアロは彼女の自宅を訪ねる。春の花と貝殻の縁取りで華やかな庭を持つその家で亡くなったバロウビーと同居していた姪夫婦デラフォンテーン夫妻が応対する。夫妻はポアロがバロウビーの依頼を受けた探偵だと知ると落ち着かない様子を見せる。
地元警察のシムス警部はポアロから事情を聞くと協力的に捜査状況を共有する。死因はストリキニーネであるが、彼女たち3人は同じ食事をしていたのでどうやって飲まされたのか謎であること。デラフォンテーヌ夫妻は大きな遺産を相続する立場にあること、被害者が日頃服用していた薬は付き添いのロシア人少女カトリーナだったこと。翌日、被害者が遺言でカトリーナに遺産の大半を残していたことが判明し、彼女が逮捕される。さらにカトリーナのベッドの下からストリキニーネの粉が発見される。しかしポアロは納得がいかず、あの家の庭のことを思い出す。ポアロは地元の魚屋に聞き込みを行ってからデラフォンテーヌ夫人を訪問し、庭の貝殻の列を指差して牡蠣の貝殻であることを指摘する。彼女らは密かにバロウビーに毒入りのカキを食べさせ、処分に困る殻を庭に埋めたのだった。デラフォンテーヌ夫人は、彼女ら夫婦が長年叔母から金を盗んでいたのが動機だったと白状する。

### ポリェンサ海岸の事件
（原題: Problem at Pollensa Bay）（1936年）主人公: パーカー・パイン
マジョルカ島を訪れたパインは、海のほとりの小さなホテルに投宿し、中年女性と若い男性の親子と知り合う。ある日母親のアディラ・チェスターがパインに相談を持ちかける。息子のバズルが良からぬ女性と付き合っているからなんとかしてほしいと。パインはしぶしぶ引き受ける。その女性ベティーは姉夫婦とその島に住んでいた。現代的な嗜好がバズルの母の古典的な嗜好と相容れなかったのだ。しかしパインは若いカップルの相性が悪くないことを確認する。
数日後、バズルは突然新しい美女と一緒に現れる。その女性はベティーよりさらに前衛的なスタイルだった。ミセス・チェスターとベティはすっかりショックを受けてしまう。パインはこれでベティーとの縁が切れて安心ですなとミセス・チェスターに話しかけるが、苦しむベティーの様子を見ていたミセス・チェスターはベティーを擁護しはじめる。そしてついには新しい女との縁を切る手配をするようパインに懇願する。
パインが島を去る際、船上の隣にはその新しい美女が一緒にいた。パインが知人の彼女に電報を打って呼び寄せ、一芝居打ってもらったのだった。

### 黄色いアイリス
（原題: Yellow Iris）（1937年）主人公: エルキュール・ポアロ
ポアロの元に女性の声で急な危機を訴える電話がかかってくる。ポアロは急いで指定されたレストランの黄色いアイリスが飾られたテーブルへ向かう。そのテーブルのホストはバートン・ラッセルというアメリカ人実業家で、そのほかに義妹のポーリーン・ウェザビー、ダンサーのローラ・ヴァルデス、外交職のスティーヴン・カーター、青年アントニー・チャペルがテーブルに招かれていた。彼らはいずれもポアロを呼び出したのは自分ではないと言うが、ラッセルは4年前にも同じ顔ぶれと彼の妻との6人で食卓を囲んでおり、その際に妻アイリスが服毒自殺したのだという。彼はその事件が実は殺人ではないかと疑っており、今夜こそその犯人を見つけると言う。そして彼が席を外している間にステージで歌手が歌うのを皆が注目し、曲が終わって彼が帰ってくるとテーブルではポーリーンが突っ伏しているのが見つかり、ポアロが死亡を確認する。カーターの上着のポケットから青酸カリの薬包が見つかるが、ポアロはラッセルが真犯人であると告げる。ポアロは何らかの事件が起きることを予期して注意深く観察しており、皆が演奏に気を取られている間にラッセルがウェイターに化けてシャンパンを注いで回っていたことに気づいていた。ポワロはポーリーンにそれを飲まないように耳打ちし、ポーリーンは死んだふりをしたのだった。ポアロを電話で呼び出したのは、ラッセルの怪しい態度に嫌な予感がしたポーリーンだった。
1945年に『忘られぬ死』として長編化されるが、ポアロの代わりにレイス大佐が探偵役として登場する。

### ミス・マープルの思い出話
（原題: Miss Marple Tells a Story）（1939年）主人公: ミス・マープル
知り合いの弁護士ペサリックの紹介で、マープルのもとにローズ氏が相談に来る。彼は近くのバーンチェスター村で起こった殺人事件の容疑者と目されていた。事件の被害者は彼の妻で、ホテルの部屋で刺されて死亡していた。夫妻が泊まっていた部屋は居間と寝室の二間続きになっており、それぞれに廊下に直接出られるドアが付いていた。事件当時、妻は寝室で休んでおり、ローズ氏は居間で仕事をしていた。ローズ氏がふと妻の様子を見に行くと妻が殺されているのを発見したが、寝室から廊下に出るドアは内側から施錠されていた。居間にはローズ氏がいたので、彼が犯人でないとすれば密室状態だったのだ。唯一怪しいと思われたのは、妻に湯たんぽを運んできたメイドであったが、彼女は長年このホテルに勤めており犯人とは思えなかった。
ミス・マープルは当時このホテルに独りで滞在していた女性がいなかったかと尋ね、二人いた該当者の風体を確認する。そのうえで、犯人はこの二人のいずれかだろうと断言する。彼女の推理は、湯たんぽを運んできたメイドは居間の側から入って寝室側のドアから帰っていき、そのタイミングを狙っていた犯人がメイドに化けて寝室側のドアから入って鍵をかけ、犯行のあと居間のローズ氏の目の前を通って帰っていったのだろうというものだった。ローズ氏は入ってきたメイドと出ていったメイドが別人だったことに気づかなかったのだ。実際その通りで真犯人が取り押さえられる。

### 仄暗い鏡の中に
（原題: In a Glass Darkly）（1934年）
私は幽霊屋敷のような友人の家に行く。部屋の鏡の前で身支度を整えていると、私の背後で左の首筋に傷のある男が女性を絞殺している姿が鏡に映る。慌てて振り返るが、そこには誰もいない。夕食の際に、鏡に映ったのとそっくりの女性が現れ、友人の妹シルヴィアであると紹介される。そして一緒にいた彼女の婚約者は左の首筋に傷がある。彼女に一目惚れしてしまった私は、迷った末に自分が見たものを彼女に打ち明ける。そのせいかどうかは分からないが、後日彼女は婚約を解消する。
戦争の混乱で数年経ち、その間に私は戦地で軽傷を負ったりシルヴィアの別れた婚約者が戦死したりする。終戦後、私はシルヴィアに再開して自分の想いを告げ、彼女も自分に想いがあったことを知って結婚するが、結婚後私に嫉妬心が芽生え、徐々にエスカレートして夫婦関係が冷え切っていく。ついには激昂して彼女の首を締めてしまうが、その姿が鏡に映るのを見て愕然とする。あの日見た光景はこれだったのだ。今の自分は戦傷で右の首筋に傷があるが、鏡に映った姿では左の傷に見えるのだった。このショックで私は自分を取り戻し、シルヴィアに心を開いて二人はよりを戻す。私はあの日に傷の左右を見間違えなかったらどうなっていたのだろうと考える。

### 船上の怪事件
（原題: Problem at Sea）（1936年）主人公: エルキュール・ポアロ
ポアロは休暇のつもりでエジプトへの船旅に出る。乗客のクラパートン大佐は、嫌味な妻に献身的に仕えており、周囲からの同情を誘う。二人の若い女性、キティ・ムーニーとパメラ・クリーガンは大佐を気に入り、何かと彼に話しかける。ポアロは、大佐が2人の前でカードマジックを上手に披露しているのを目撃する。
船はアレキサンドリアに到着し、多くの乗客が上陸する。クラパートン大佐はキティとパメラから上陸を誘われ、夫人も連れて行こうと自室のドアの前から声をかけるが、中にいた夫人はドアの向こうから断り、大佐は二人の女性と出かけていく。その後、皆が帰ってきても、クラパートン夫人は姿を見せず、部屋には鍵がかかていたので係員が開けると、夫人は短剣で心臓を刺されて死んでいるのが発見される。
ポアロは現場の様子を観察して真相を推理する。夜になり、彼の要請で乗客がラウンジに集められる。ポアロは腹話術人形を取り出し、その人形が口を開けると、あの日の朝クラパートン夫人がドアの向こうから夫に言った言葉を繰り返し話し出す。クラパートン大佐は驚きのあまり心臓発作で死んでしまう。ポアロの説明によれば、クラパートン大佐は腹話術師の経験があり、あの日の朝は夫人を殺したあとにドア越しに腹話術で夫人が答えているかのように装ったのだった。ポアロの腹話術人形の声は、陰に隠れた女性乗務員の協力だった。

### 二度目のゴング
（原題: The Second Gong）（1932年）主人公: エルキュール・ポアロ
ポアロは変わり者の富豪ヒューバート・リッチャム・ロシュから横領疑惑の捜査依頼を受けて彼の邸宅を訪れ、夕食の直前に到着するが、夕食を知らせるゴングが鳴っても彼が姿を見せない。いつも定刻に夕食を集まることに厳格な主だったので、その場には邸宅の住人や客が勢ぞろいしていたが、彼は鍵のかかった書斎の中で拳銃自殺の姿で発見される。ポアロはさっそく捜査を開始する。
この日邸宅にいたのは、ロシュ夫人、養女のダイアナ・クリーヴズ、甥のハリー・デールハウス、秘書のジョフリー・キーン、デールハウスの友人ジョーン・アシュビー、ロシュ夫人の友人グレゴリー・バーリング、執事のディグビーであった。夕食前にはゴングが二度鳴らされる習わしだが、アシュビーは三度鳴らされたように感じていた。また、何人かはそれ以外に車のバックファイヤーのような音を聞いていた。警察は自殺と結論づけるが、ポアロは捜査を続ける。
ポアロは関係者を集めて自分の推理を説明する。まず書斎のフランス窓は外から鍵をかけることが可能であり、書斎は密室ではなかった。被害者が犯人に撃たれたとき、書斎の扉は開いていて、弾が通り抜けて廊下のゴングに当たり、その音をアシュビーが聞き間違えた。そのあと犯人は扉を施錠して自殺を偽装し、フランス窓から出ていったのだった。真犯人は死体発見時のどさくさにゴング近くで弾丸を拾っていたキーンであるとポアロは指摘する。彼がロシュ氏の資金を横領していたのだった。
この話は、後に中編に加筆され『死人の鏡』として出版される。

## 映像化
名探偵ポワロ
- 『あなたの庭はどんな庭?』シーズン3 エピソード2（通算第21話） イギリス1991年放送、 日本1991年放送
  - アメリア・バロビー: マージョリー・メイソン - 事件の被害者
  - カトリーナ・ライガー: キャサリン・ラッセル - バロビーのコンパニオン
  - メアリー・デラフォンテーヌ: アン・スタリーブラス - バロビーの姪

- 『黄色いアイリス』シーズン5 エピソード3（通算第36話） イギリス1993年放送、 日本1994年放送
  - バートン・ラッセル: デヴィッド・トラウトン - 会食のホスト、4年前自殺した女性の夫
  - アンソニー・チャペル: ドリアン・ヒーリー - 会食の参加者
  - ポーリーン・ウェザビー: ジェラルディン・ソマーヴィル - ラッセルの義妹

- 『海上の悲劇』シーズン1 エピソード7（通算第7話） イギリス1989年放送、 日本1990年放送
  - アデリーン・クラッパートン: シーラ・アレン - 殺人の被害者
  - ジョン・クラッパートン: ジョン・ノルミントン - アデリンの夫
  - ダーモット・フォーブス将軍: ロジャー・ヒューム - 船の乗客
  - トリバー氏: ジェフリー・ビーバーズ - 船の乗客（原作には登場しない）
  - トリバー夫人: キャロライン・ジョン - 船の乗客（原作には登場しない）

アガサ・クリスティー・アワー（原題：The Agatha Christie Hour）
アガサ・クリスティーのミステリー短編を原作とし1982年に放送されたイギリスの1時間テレビドラマのミニシリーズ。製作はテムズ・テレビ（Thames Television International）。シリーズは、1982年9月7日から11月16日まで全10話が放送された。そのうち1話は『黄色いアイリス』収録作よりとられている。
- 第2話「ほのぐらい鏡の中に（In a Glass Darkly）」（英国）1982年9月14日放映 監督=デズモンド・ディヴィス